# 裲襠

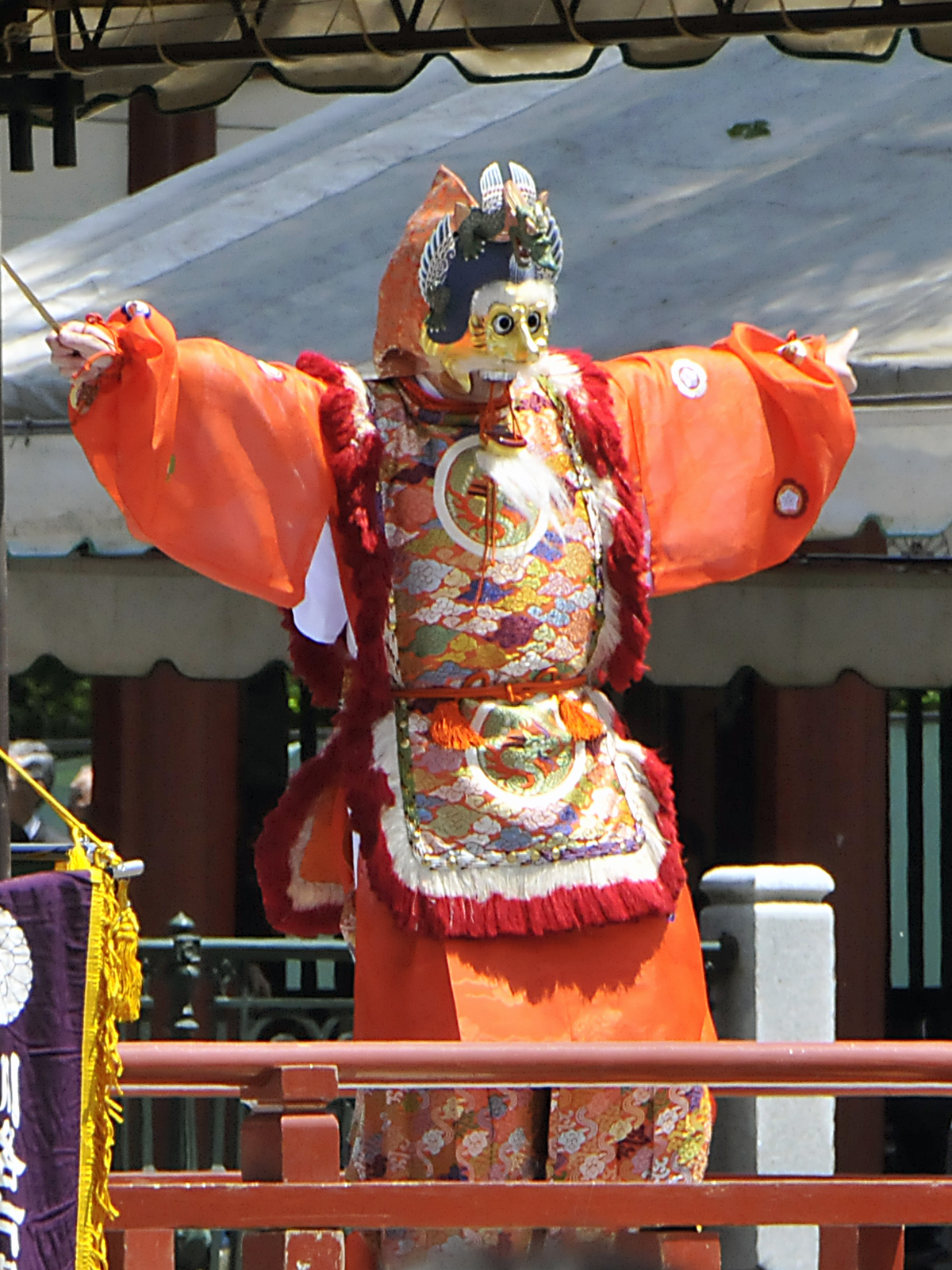
走り舞「蘭陵王」での毛縁裲襠（北海道護國神社の祭 奉納舞楽）

裲襠（りょうとう、うちかけ）とは、古来、儀式の時に武官が礼服の上に着用した貫頭衣型の衣服。中央にある穴に頭・首を通す形となり、胸部と背部に当てて着用し、上から帯を締める。類似した衣装を舞楽でも使用し、舞楽装束の一つも指す。

## 概要
『令義解』には裲襠について記載があり「謂、一片当背、一片当胸、故曰（ゆえにいう）裲襠也。」と記され、現代の様式と大きくは変わっていない。裲襠はいわゆる貫頭衣で、主に長方形に仕立てた布帛類の中央に空白を作り、そこに頭を通して着る衣服のことである。平安時代中期の漢和辞書である『和名類聚抄』では訓読みで「うちかけ」としている。
本来は上半身を保護する目的で着用する衣服、次いで上半身に身に付ける鎧のような防具類であったが、次第に威儀を示す趣向を持ち、刺繍をほどこしたり錦（にしき）を用いる衣装に発展したと考えられている。

## 律令
『養老律令』の衣服令では「衛府の督佐は繍（ぬいもの）の裲襠、兵衛督の督佐は雲錦の裲襠を位襖（いおう）の上に加える」とあり、続いて「会集の日などには、衛府の督佐は錦の裲襠を位襖の上に加える」といった規定をしている。
天皇行幸の際は、近衛府に属する駕輿丁（かよちょう、鳳輦を担ぐ役割の者）も単衣の衣服である布衫（ふさん）の上に布製の裲襠を着用した。

## 舞楽

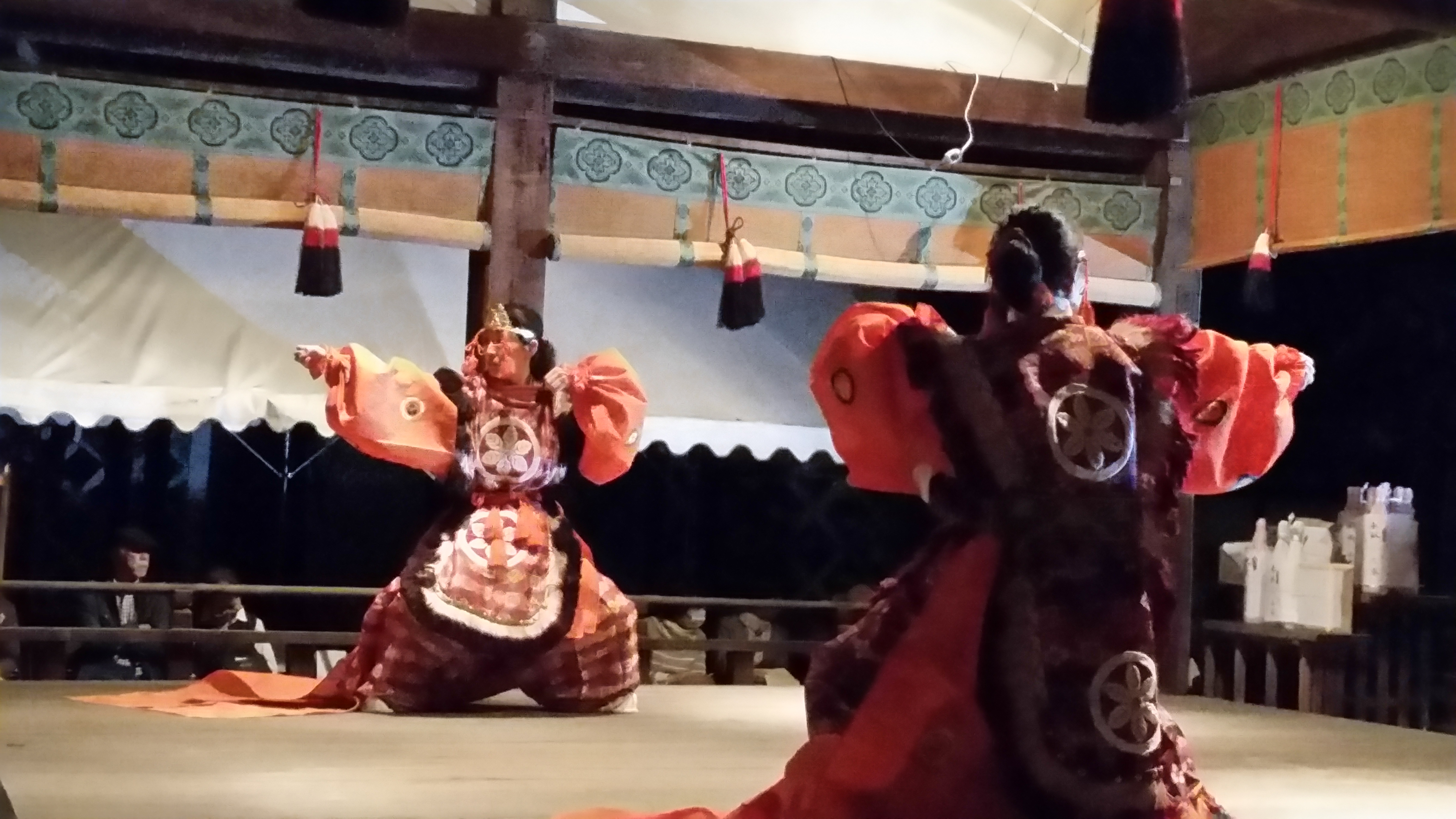
走り舞「抜頭」での毛縁裲襠（氷室神社例祭 夕座舞楽）

舞楽装束で着る裲襠は舞の種類で大別でき、1つは剣や盾、武器類を持って舞う「武の舞」で着る金襴縁、もう1つは軽快なリズムで走るように舞う「走り舞（走り物）」で着る毛縁の2つが代表的である。
1. 金襴縁（きんらんべり）は、錦の生地に縁取りは金襴をほどこす。主に武の舞で使用するが、曲によっては唐獅子などの文様で飾った蛮絵装束となり、裲襠は用いない。
2. 毛縁（けべり）は錦か唐織の生地に、縁取りは生糸や麻糸を束ねた房飾りを囲むようにめぐらす。元々は毛皮を縁に付け加えていたが、時代の経過と共に房飾りの装飾が定着したと見られている[2]。主に走り舞で使用する。

## 美術品
平安時代末期の「扇面法華経冊子」、鎌倉時代の「春日権現験記絵巻」には、裲襠装束を身に着け舞に興じる様子が描かれている。
- 紺地二重蔓牡丹唐草模様金襴裲襠（東京国立博物館蔵）重要文化財指定

高野山天野社（現：丹生都比売神社）が所有していた裲襠。墨書銘に「永和四年（1378年）三月十六日」とあり、金襴は元 (王朝)後期の品を輸入して製作したと見立てられている。南北朝時代の現存品。
- 紺地金襴牡丹模様裲襠（東京国立博物館蔵）

高野山天野社（現：丹生都比売神社）が所有していた童子用の装束。墨書銘に「永和四年（1378年）三月十六日」とありその年代の裲襠ともされるが、後の享徳3年（1454年）に新調した多量品の一つとの見解もある。いずれにしても14世紀 - 15世紀、室町時代の現存品となる。保存状態が良く、工芸や服飾史の資料と価値が高い。
- 還城楽裲襠 舞楽装束（東京国立博物館蔵）

江戸時代の現存品。走り舞の「還城楽」で使用した裲襠。
- 貴徳裲襠 茶地丸文唐草模様唐織（東京国立博物館蔵）

江戸時代（19世紀）の現存品。走り舞の「貴徳」で使用した裲襠。